# Per Frantzen
Per Kristian Frantzen (17 luglio 1920 – 10 ottobre 2005) è stato un calciatore norvegese, di ruolo centrocampista.

## Carriera

### Club
Frantzen giocò con la maglia del Varegg.

### Nazionale
Conta una presenza per la Norvegia. Il 28 giugno 1946, infatti, fu in campo nella vittoria per 12-0 contro la Finlandia.